# Nesiocerastus ladiguensis
Nesiocerastus ladiguensis – wymarły gatunek lądowego ślimaka z rzędu trzonkoocznych i rodziny Cerastidae.

## Taksonomia
Gatunek ten opisany został po raz pierwszy w 2006 roku przez Justina Gerlacha na łamach pisma „Phelusma” pod nazwą Pachnodus (Nesiocerastus) ladiguensis, jednak wspominany był w literaturze już od 1991 roku jako nieopisany gatunek z rodzaju Pachnodus. Znany jest tylko ze szczątków subfosylnych. Jako lokalizację typową wskazano północną okolicę Flycatcher Reserve na wyspie La Digue w archipelagu Seszeli. Epitet gatunkowy pochodzi od nazwy wyspy.

## Morfologia
Ślimak ten miał stożkowatą, błyszczącą muszlę złożoną z od 6 do 6¼ skrętów. Miała ona tępy szczyt, otwarty, acz częściowo przysłonięty wrzecionem dołek osiowy oraz cechujące się lekko odgiętym, jednak nie formującym wargi brzegiem ujścia. Na jej powierzchni występowały nieregularne żebra promieniste, brak zaś było rowków spiralnych. Szew zaznaczony był słabym żeberkiem. Barwa wyblakłych muszli subfosylnych jest mahoniowobrązowa z ciemniejszym paskiem spiralnym i różowawym podbarwieniem wrzeciona.

## Ekologia i występowanie
Mięczak lądowy, endemiczny dla Maskarenów, znany wyłącznie z subfosylnych szczątków odnajdywanych na głębokości około 15 cm na wyspach La Digue i Reunion. Mimo poszukiwań nie odnaleziono żywych ślimaków ani świeżych muszli. Z tych względów na Czerwonej liście IUCN znalazł się jako gatunek wymarły (EX). Przypuszczalnie był to gatunek zasiedlający nizinne, mgliste lasy pierwotne, a jego wymarcie nastąpiło na początku XIX wieku wskutek związanej z kolonizacją wycinki pod plantacje. 